# Regimiento n.º 36 de Infantería
El regimiento n.º 36 de Infantería (Herefordshire) fue una unidad del Ejército Británico, formado en 1701 y fusionado en el Regimiento Worcestershire en 1881.

## Historia
En mayo de 1701 fue levantado por el general William Caulfeild, 2.º Vizconde Charlemont, sucediendo a otro previamente creado por Caulfeild en 1694 para servir en Irlanda. Caulfeild recuperó a muchos de sus antiguos oficiales que habían permanecido con media paga y reclutó principalmente en los condados de Armagh y Tyrone. 
En 1702 se convirtió en uno de los 6 seleccionados para el servicio en ultramar, siendo afectado a una expedición enviada contra Cádiz, la que finalmente se suspendió. Enviado luego a las Indias Occidentales sufrió un elevado número de bajas por enfermedad. En 1704 regresó a Irlanda pero al poco tiempo partieron en una expedición al mando del Earl de Peterborough rumbo a Lisboa y Gibraltar. En esa campaña el regimiento combatió por primera vez en un ataque a Barcelona. Charlemont fue retirado del mando del regimiento por Peterborough, lo que al ser apelado ante la reina fue resuelto finalmente por un consejo de oficiales que aconsejó a la reina promover a Charlemont a mayor general y dar el comando efectivo al teniente coronel Thomas Alnutt. 
El regimiento participó de la campaña posterior y de la batalla de Almansa, donde la retirada de los aliados portugueses dejó a los británicos en inferioridad numérica. En la lucha el regimiento combatió con valor pero terminó prácticamente aniquilado. Su comandante fue herido y hecho prisionero junto a otros 12 oficiales. Los sobrevivientes fueron distribuidos en otros regimientos. Recuperado el cuerpo de oficiales por intercambio, se inició una nueva recluta para recomponer el regimiento, organizada con sede en Chester y Nantwich.
En 1709 Alnutt murió y fue sucedido por el coronel Archibald, Earl de Ilay, posteriormente duque de Argyll, quien, más volcado a la política que a la carrera de las armas, fue sucedido por el coronel Henry Disney.
En 1711 fue agregado a una expedición a Quebec, que fracasó por las malas condiciones climatológicas en el río San Lorenzo, regresando a Portsmouth. Entre 1712 y 1714 permaneció en guarnición en Dunquerque regresando luego a Inglaterra y finalmente a Irlanda. En 1715 Disney fue reemplazado por el coronel William Egerton.
Al estallar la sublevación jacobita el regimiento fue enviado a Escocia para sumarse en Stirling a las tropas del duque de Argyle y su hermano, el Earl de Ilay, antiguo coronel del regimiento. En la batalla de  Sheriffmuir del 13 de noviembre de 1715, formó en el ala izquierda pero recibió órdenes de efectuar un cambio de posición en el mismo momento en que los Highlanders iniciaban una furiosa carga, lo que terminó con el desbande del ala y la retirada del regimiento a guardar los pasos a Stirling para cubrir un eventual repliegue del resto del ejército (innecesario, ya que el ala derecha se impuso). 
Una vez finalizado el conflicto, el regimiento permaneció estacionado en Dumbarton hasta 1718 en que regresó a Irlanda. En 1719 fue enviado nuevamente a Inglaterra ante la amenaza de una invasión española, cuyo monarca había tomado partido por la causa de Charles Edward Stuart. Ese año el brigadier general Sir Charles Hotham reemplazó a Egerton, sólo para ser reemplazado el año siguiente por el coronel John Pocock, sucedido a su vez en 1721 por el coronel Charles Lence.
El regimiento regresó a Irlanda, donde permaneció varios años estacionado en Limerick. En 1732 Lence fue reemplazado por el brigadier general John Moyle, quien en 1737 fue sustituido por el coronel Humphrey Bland.
En 1739 pasó nuevamente a Inglaterra y al declararse la guerra con España el regimiento de Bland se sumó a la expedición que partió al mando de Lord Cathcart rumbo a las Indias Occidentales. 
En 1741 se hizo cargo del regimiento el coronel James Fleming. Finalmente se decidió efectuar un desembarco en Cartagena, pero el regimiento volvió a Inglaterra. 
En 1744 estalló la guerra con Francia y el regimiento de Fleming cruzó a Flandes para servir a las órdenes del duque de Cumberland. Permaneció de guarnición en Gante, por lo que no estuvo presente en la batalla de Fontenoy. 
Al desembarcar Carlos III de Inglaterra y Escocia se inició en 1745 una gran rebelión por lo que el regimiento regresó al igual que otras unidades a su patria, agregándose al ejército reunido en Newcastle under Wade, que al avanzar Carlos por la costa oeste fue el encargado de proteger Yorkshire. 
Marchó luego a Newcastle y de allí a Edimburgo, donde quedó a las órdenes del general Hawley en enero de 1746. Para levantar el sitio de Stirling el ejército avanzó a Falkirk, donde fue atacado por los montañeses. Después de que Cumberland tomase el mando, el ejército avanzó sobre Stirling forzando a los Highlanders a levantar el sitio y retirarse a Inverness. 
El regimiento llegó a Aberdeen el 25 de febrero y marchó con Cumberland el 8 de abril. En la batalla de Culloden permaneció en la segunda línea, por lo que su participación fue mínima y tuvo sólo seis heridos. Después de la batalla acamparon cerca de Fort Augustus como fuerza de ocupación hasta que regresaron a Aberdeen, donde permanecieron acuartelados durante todo el verano boreal.
En 1747 zarpó de Burntisland on the Forth rumbo a Inglaterra, donde embarcaron en Gravesend para Flandes. El regimiento tomó parte en la batalla de Laffeld (o Val) donde sufrió fuertes bajas y Cumberland se vio obligado a retirarse. Pasaron el invierno en Williamstadt y al año siguiente permanecieron en campaña hasta la firma de la paz en octubre. De regreso a Inglaterra, se redujo la planta y el regimiento fue enviado a Gibraltar por los próximos cinco años.
En 1751 el regimiento recibió el número 36.º. Ese año Fleming murió y fue sucedido por el coronel Lord Robert Manners. El 36.º regresó en 1754 y permaneció en Escocia hasta fines de 1755, regresando luego a Inglaterra.
En 1756 se reinició la guerra con Francia y el 36.º al igual que otros regimientos levantó un segundo batallón, el cual fue separado con el número 74.º en 1758. En 1757 el mayor del 36.º Archibald Montgomerie, luego 11.º Earl de Eglinton, se separó del regimiento para crear el 77.º Highlanders. Mientras, el 36.º permaneció acampado en Barham Downs al mando del general Charles, duque de Marlborough.
En 1758 el 36.º fue movilizado a la Isla de Wight y formó una brigada con el 5.º, 25.º y el 74.º (su antiguo segundo batallón). Tras desembarcar en St. Maloes atacaron infructuosamente la población debiendo reembarcarse. El mal clima impidió posteriores intentos por lo que la flota regresó a sus bases. En una segunda expedición fue capturado y destruido el puerto de Cherburgo y posteriormente la división desembarcó en las costas de Bretaña y marchó por el interior del territorio hasta reembarcarse. El regimiento regresó a Cowes hacia fines de septiembre y quedó en cuarteles de invierno en Newport. Durante los siguientes dos años permaneció estacionado en el sur de Inglaterra.
En marzo de 1764 embarcó a Jamaica, donde permanecería inactivo varios años. En ese período Manners fue reemplazado por el mayor general Richard Pierson. En 1773 regresó a las islas británicas y en 1774 su compañía ligera recibió entrenamiento en Salisbury a cargo de Sir William Howe y tras una revista en Londres por el rey Jorge III se reintegró al regimiento.
El 36.º permaneció en Irlanda hasta 1782 pese al estallido de la guerra de Independencia de Estados Unidos. Durante esos años el general Pierson fue reemplazado por el coronel Henry St. John.
En 1782 agregó el nombre de un condado, Herefordshire. El objetivo era promover el reclutamiento en ese condado. A fines de ese año el regimiento abandonó Irlanda y se trasladó a Hilsea Barracks, cerca de Portsmouth.
El 10 de marzo de 1783 marchó a Madrás, India, envuelta en la Segunda guerra Anglo-Mysore contra el sultán Fateh Ali Tipu (Tippoo), gobernante del reino de Mysore. Entre 1785 y 1788 permaneció acantonado.

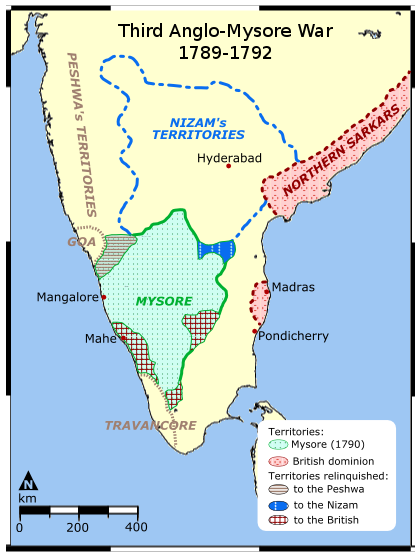
Tercera guerra Anglo-Mysore.

Al reiniciarse las hostilidades con la Tercera guerra Anglo-Mysore, el 36.º fue afectado a la campaña, estando presente en la batalla de Sattimungul (13 de septiembre de 1790), donde llevó la peor parte del combate. Actuó posteriormente en la toma del pettah y la fortaleza de Bangalore, en marzo de 1791, donde el 36.º abrió camino al ejército sufriendo un gran número de bajas lo que hizo que el comandante Charles Cornwallis, I marqués de Cornwallis hiciera una mención especial en su parte de la victoria a la especial firmeza del regimiento.
Mientras Tipu se retiraba a Srirangapatna (Seringapatam), el ejército británico permaneció en Bangalore por lo avanzado de la estación de las lluvias que impedían proseguir las operaciones. En agosto el ejército se puso nuevamente en marcha. Las compañías de flanco del 36.º junto al Regimiento n.º 71 de Infantería (Highland) capturaron Nundedroog (Nundydroog) el 19 de octubre de 1791, tras lo que se reintegraron al cuerpo principal del ejército. 
El 36.º tuvo participación destacada en las acciones previas al sitio y en el sangriento asalto de Srirangapatna (Seringapatam) durante la noche del 6 de febrero de 1792 bajo el mando de Charles Cornwallis, que obligó a Tipu a acceder a un tratado de paz con los británicos.
Habiéndose iniciado las guerras revolucionarias francesas, el 36.º tomo parte en el sitio y captura de la posesión francesa de Pondicherry, en agosto de 1793. La fortaleza se rindió después de que las tropas francesas hubieran mostrado fuertes sentimientos republicanos, protagonizando disturbios y amenazando con colgar el gobernador, quien pidió ayuda a los británicos. De 1794 a 1798 el 36.º permaneció acuartelado en Trichinopoly. 
Tras ceder parte de sus fuerzas para reforzar los regimientos 74.º y 75.º, el 1 de enero de 1798 se embarcó en Madrás al mando del teniente coronel Robert Bourne, no llegando a Greenhithe, Inglaterra, hasta julio de 1799 al ser retenidos en Santa Elena por la falta de convoy.
Tras pasar a Winchester fueron reforzados con una compañía de la milicia de Worcestershire y voluntarios de Hereford y Gloucester llegando a 769 hombres.
En 1800 regresó a Irlanda y se embarcó en Cork rumbo a la Isla de Houat frente a la costa de Francia con la expedición al mando del general de brigada Sir Thomas Maitland. La compañía ligera del regimiento desembarcó en Quiberon destruyendo algunas baterías. El regimiento pasó luego a Menorca hasta que tras la paz de Amiens en 1802, Menorca fue devuelta a los españoles por lo que el 36.º regresó a Irlanda y fue estacionado en Galway. Durante los siguientes años el 36.º permaneció en Irlanda efectuando tareas de seguridad interna ante los intentos de Francia de intrigar con patriotas irlandeses para provocar una rebelión.
En 1804 se creó nuevamente un segundo batallón, reclutado en el condado Durham, que tuvo corta vida y no llegó a luchar en el extranjero (fue disuelto en Plymouth en 1814). En 1805 el 36.º acampó en Curragh como parte del ejército al mando de Lord Cathcart.
En octubre de 1805 el primer batallón del regimiento marchó a Hanover, Alemania, arribando en enero de 1806 y permaneciendo acantonado hasta febrero cuando recibió órdenes de volver, regresando a Inglaterra en marzo de 1806.
En septiembre embarcaron en secreto en Portsmouth. En noviembre de 1806 el primer batallón se sumó a las fuerzas al mando del general de brigada Robert Craufurd destinadas al fuerte ejército que comandado por John Whitelocke protagonizaría la desastrosa segunda invasión inglesa al Río de la Plata. En marzo de 1807 arribaron a Table Bay y en abril se reembarcaron rumbo a Santa Helena. En junio de 1807 desembarcó en las costas occidentales del Río de la Plata y formando brigada con el Regimiento n.º 88 de Infantería Connaught Rangers fue agregado a la división comandada por William Lumley, integrada a la vanguardia comandada por John Lewison Gower. El 36.º, al mando del coronel Robert Burne, participó del ataque final a la ciudad de Buenos Aires del 5 de julio.
Dividido en dos columnas, la derecha al mando directo de Burne que avanzó por la actual calle Corrientes y la izquierda al del capitán William Cross (por Lavalle), el 36.º llegó sin mayores inconvenientes a la actual 25 de mayo tomando las casas de la orilla de la barranca entre 25 de mayo y L.N.Alem, donde izaron la bandera del regimiento y se dispusieron a resistir el fuego del Fuerte y de las casas vecinas. Al mediodía, cuando la batalla se inclinaba decididamente por los porteños, Lumley envió a Burne por Corrientes a atacar junto a las fuerzas al mando del mayor King a la división al mando de Francisco Javier de Elío forzándolo a huir, en lo que sería la última victoria parcial británica en la desastrosa campaña.
El 36.º tuvo fuertes bajas: los capitanes Alexander Williamson y Henry Cole Johnson, el teniente Robert Whittell, dos sargentos, un tambor y 41 hombres de tropa fueron muertos durante la acción y los capitanes William Wright Swain y Henry Vernon, los tenientes William Wingfield, William Cotton, John Chaloner y John White, 7 sargentos y 36 hombres de tropa fueron heridos, un total de 96 bajas. 
Tras la capitulación, el primer batallón del 36.º partió del estuario en septiembre y arribó a Cork en diciembre de 1807.
En julio de 1808 el primer batallón se embarcó rumbo a la península ibérica desembarcando en Portugal el 1 de agosto. Estuvo presente en las batallas de Roliça (Roleia ), donde el regimiento obtuvo su primer honor de batalla, y Vimeiro (Vimiera) del 17 y 21 de agosto de 1808, donde obtuvo el segundo. En su parte el teniente general Sir Arthur Wellesley destacó la conducta del coronel Burne y su batallón:

Al mencionar al coronel Burne y al regimiento 36.º, no puedo evitar añadir que la correcta y ordenada conducta de este cuerpo en el servicio, y su valentía y disciplina en la acción han sido conspicuas
Vimiera, 21 de agosto.

En una carta del 22 de agosto dirigida al secretario de estado Robert Stewart, Vizconde Castlereagh, Wellesley insiste en sus alabanzas a Burne y el 36.º a los que considera un ejemplo para la fuerza: «He recomendado de muy particular manera al coronel Burne del regimiento 36.º y le puedo asegurar que nada me dará más satisfacción que saber que se ha hecho algo por ese viejo y meritorio soldado».
El regimiento recibió el agradecimiento de ambas cámaras del Parlamento y la autorización a incorporar la leyenda "Vimiera" a los colores del regimiento.
El batallón se unió a las tropas del teniente general Sir John Moore en Salamanca y estuvo presente en la batalla de Elviña (o de La Coruña) del 16 de enero de 1809, tras la que regresó con las tropas a Inglaterra. Durante la retirada el 36.º tuvo 3 muertos y 57 prisioneros.
El 16 de julio de 1809 el primer batallón del regimiento se sumó a la expedición al río Escalda y sirvió en agosto en el sitio y captura de Flesinga, en la isla de Walcheren (Expedición Walcheren). La enfermedad diezmó las tropas y el 36.º regresó a Inglaterra permaneciendo estacionado en Sussex hasta enero de 1811, cuando embarcó en Portsmouth a bordo del HMS Victory nuevamente destinado a la península
Estuvo presente en la batalla de Fuentes de Oñoro (Fuentes d'Onor) del 3 y 5 de mayo al igual que en las restantes acciones en que se vio envuelta la sexta división. En julio de 1812 desempeñó un papel destacado en la batalla de Salamanca, sufriendo 20 muertos y 80 heridos.
En la fase final de la campaña luchó en las batallas de Nivelle (10 de noviembre de 1813), Nive (9 al 13 de diciembre de 1813), Orthes (27 de febrero de 1814), y Toulouse (10 de abril de 1814), donde lideró el ataque.
El 22 de junio abandonó Francia, en junio arribó a Cork y permaneció en Kilkenny hasta julio de 1815. El 11 de julio desembarcaron en Ostende y marcharon a París, permaneciendo con el ejército de ocupación hasta diciembre, cuando regresaron a Portsmouth, donde estuvieron durante el siguiente año.
En julio de 1817 partieron a Malta. En abril de 1818 murió Henry St. John siendo reemplazado por el general George Don. En 1820 seis compañías del regimiento partieron a Zante, en las Islas Jónicas, mientras las cuatro restantes pasaban en junio a Cefalonia para al siguiente año reunirse con las demás en Zante. Las enfermedades provocaron numerosas bajas por lo que el regimiento fue trasladado a Corfu en noviembre, donde se estableció un hospital mientras que los casos más graves se derivaron a Malta. En diciembre de 1825 el 36.º dejó las Islas Jónicas y regresó a Inglaterra.
A comienzos de 1827 regresó a Irlanda. En 1829 el teniente general Sir Roger Sheaffe reemplazó a George Don.
En noviembre de 1830 las 6 compañías de servicio (otras cuatro eran de reserva) partieron a Barbados, donde al poco tiempo de llegar un huracán mató a 14 de sus miembros. En 1833 pasaron a Antigua y en noviembre de 1835 a Santa Lucía.
De allí embarcaron a Nueva Escocia arribando a Halifax en diciembre. En 1839 pasaron a Nuevo Brunswick permaneciendo hasta 1842 en que el regimiento regresó a Irlanda, donde estuvo hasta abril de 1845 en que pasó a Newcastle on Tyne. El siguiente año pasó a Weedon, donde fue reorganizado en dos batallones de 6 compañías cada uno.
En enero de 1847 partió a las Islas Jónicas donde fue distribuido en destacamentos para controlar la agitación de la población. En abril de 1849 el regimiento se redujo a 1000 hombres. En 1851 cuatro compañías regresaron a la Isla de Wight mientras que el resto partieron a Barbados. En 1851 Lord Frederick FitzClarence reemplazó a Roger Sheaffe.
En 1852 se trasladó a Trinidad siendo reducido a 953 plazas, pero en mayo de 1854 fue llevado a 12 compañías. En octubre el teniente general William Scott reemplazó a FitzClarence. 
En octubre de 1856 el rifle Enfield reemplazó a los viejos mosquetes. Durante ese período el regimiento perdió 69 hombres por la fiebre amarilla. En julio de 1857 el 36.º regresó a Inglaterra, donde sufrió una nueva reorganización.
En agosto de 1860 pasó a Irlanda donde permaneció hasta junio de 1863 en que recibió órdenes de pasar a Bengala. Las tropas arribaron a Calcuta en noviembre y diciembre, y en enero de 1864 a Lucknow relevando al regimiento 48.º. Tras una epidemia de cólera que mató 28 hombres el regimiento se dividió en dos alas estacionadas en Moradabad y Shahjehanpore pero en 1867 una nueva epidemia atacó ambos asentamientos, por lo que las tropas salieron a campo abierto efectuando constantes cambios de posición hasta que la epidemia desapareció.
Durante 1868 permaneció en Peshawar muriendo el general Scott, quien fue reemplazado por el major general A. A. T. Cunynghame. 
En 1869 de 200 hombres al mando del teniente coronel Hunter tomó parte en una expedición al Paso Kohat contra tribus rebeldes que consiguieron dispersarse a tiempo. En septiembre estalló una nueva epidemia que mató a 117 hombres, incluyendo al cirujano del cuerpo, y forzó a trasladar el acantonamiento en noviembre a Rawalpindi. En diciembre de 1872 se trasladó a un campo de ejercicios en Hassan Abdul para efectuar maniobras, tras las que regresó a Rawalpindi hasta su relevo en 1875. El 13 de noviembre partían de Bombay en el HMS Euphrates.
En Inglaterra cambió su armamento y fue incorporado a la 2.ª brigada de la 1.ª división del ejército. En 1877 el teniente coronel R. E. Carr tomó el mando del regimiento. En diciembre de 1878 126 voluntarios partieron a Sudáfrica para unirse al regimiento n.º 99 en la guerra anglo-zulú.
En enero de 1879 128 hombres fueron transferidos al 29.º, trasladado a Bombay, y a fines del año se trasladaron otros 35, con lo cual el regimiento quedaba compuesto básicamente por reclutas. En julio de 1880 regresó a Irlanda. Allí fue alcanzado por la "Orden General n.º 41" de 1881, que reorganizaba el ejército Británico, conocida como reforma Cardwell, por el ministro de guerra que la impulsó. El 36.º se convertía en el segundo batallón del nuevo regimiento Worcestershire, del que el 29.º sería el primero.
El segundo batallón del Worcestershire participaría luego de la guerra anglo-bóer entre 1900 y 1902 y en la Primera Guerra Mundial (1914-1918).